# Vishisht Seva Medaille
De Vishisht Seva Medaille is een Indiase onderscheiding voor "belangrijke verdiensten met een zeer bijzonder karakter" (Engels: "distinguished service of the most exceptional order").
De onderscheiding werd in 1960 als Eerste Klasse van de "Vishisht Seva Medaille" ingesteld. Er waren destijds drie klassen maar zoals bij alle Indiase onderscheidingen werden deze in 1967 verzelfstandigd. Er kwamen zo
- De Vishisht Seva Medaille
- De Param Vishisht Seva Medaille
- De Ati Vishisht Seva Medaille

Dragers van deze exclusieve en zelden verleende onderscheiding mogen de letters "P.V.S.M." achter hun naam plaatsen. In principe staat de onderscheiding open voor alle rangen in de strijdkrachten maar in de praktijk wordt zij alleen aan generaals toegekend.
Sinds 1980 en het instellen van de Sarvottan Yudh Seva Medaille voor verdienstelijk tijdens militaire operaties wordt de Param Vishisht Seva Medaille vooral aan organisatoren, genie en stafofficieren verleend.
Het lint is oranjegeel met drie smalle donkerblauwe strepen. 